# Dengzhuang (köpinghuvudort i Kina, Shanxi Sheng, lat 35,96, long 111,52)
Dengzhuang är en köpinghuvudort i Kina. Den ligger i provinsen Shanxi, i den norra delen av landet, omkring 230 kilometer sydväst om provinshuvudstaden Taiyuan. Antalet invånare är 41 741. Befolkningen består av 20 611 kvinnor och 21 130 män. Barn under 15 år utgör 16,0 %, vuxna 15-64 år 75 %, och äldre över 65 år 8,0 %.
Runt Dengzhuang är det tätbefolkat, med 476 invånare per kvadratkilometer. Närmaste större samhälle är Linfen, 13,8 km norr om Dengzhuang. Trakten runt Dengzhuang består till största delen av jordbruksmark.
Genomsnittlig årsnederbörd är 664 millimeter. Den regnigaste månaden är juli, med i genomsnitt 190 mm nederbörd, och den torraste är december, med 3 mm nederbörd.